# Eparchia wielkołucka
Eparchia wielkołucka (ros. Великолукская епархия) – jedna z eparchii Rosyjskiego Kościoła Prawosławnego, z siedzibą w Wielkich Łukach. Wchodzi w skład metropolii pskowskiej.
Utworzona 25 grudnia 2014 r. postanowieniem Świętego Synodu Rosyjskiego Kościoła Prawosławnego, poprzez wydzielenie z eparchii pskowskiej. Terytorialnie obejmuje część obwodu pskowskiego – rejony: bieżanicki, krasnogrodzki, kuniński, łokniański, newelski, noworżewski, nowosokolnicki, opoczeski, pustoszkiński, puszkinogorski, siebieski, uświacki i wielkołucki.
Ordynariuszem eparchii został biskup wielkołucki i newelski Sergiusz (Bułatnikow), który sprawował urząd do 2025 r.

## Dekanaty
W 2016 r. w skład eparchii wchodziły 4 dekanaty: newelski, noworżewski, opoczecki i wielkołucki. Na ich terenie działało 67 cerkwi, obsługiwanych przez 73 duchownych (61 kapłanów i 12 diakonów).

## Monaster
W obrębie eparchii działa męski Świętogórski Monaster Zaśnięcia Matki Bożej w Puszkińskich Gorach.